# Joris Six
Hildon George Marie (Joris) Six C.I.C.M. (Vlamertinge, 20 oktober 1887 – Brussel, 22 november 1952) was een bisschop van het titulair bisdom Baliana en apostolisch vicaris van het vicariaat-generaal Leopoldstad (in het toenmalige Belgisch-Congo).

## Jeugd
Zijn vader Cyriel Hendrik Six (geboren op 25 december 1855) was een vlas- en graanhandelaar en handelaar in peulvruchten in Vlamertinge. Op 28 september 1886 trouwde hij met Marie-Louise Parret. Uit het huwelijk kwamen vijf kinderen voort, waarvan Georges (wat later veranderd werd in Joris) de oudste was. Hij werd geboren rond vijf uur 's morgens op 20 oktober 1887. Hij volgde lager onderwijs aan de St.-Jozefsschool in Vlamertinge. Na zijn lagere school ging hij naar de middelbare school in Ieper (Sint-Vincentiuscollege).

## Loopbaan
Six trad in bij de Missionarissen van Scheut en vertrok op 19 februari 1914 naar Belgisch-Congo. Hij werkte in Kangu, Boma, Muanda en Leopoldstad. In die laatste plaats assisteerde hij bisschop Camille Van Ronslé. Van 1928 tot 1930 was hij terug in België en actief als de econoom van het klooster in Scheut. In 1930 vertrok hij voor een tweede periode naar Congo, eerst terug naar Boma, vervolgens terug naar Leopoldstad.  In oktober 1932 stond hij in voor de organisatie van een katholiek congres aldaar onder voorzitterschap van toenmalig apostolisch delegaat Aartsbisschop Giovanni Battista Dellepiane. Het vicariaat-generaal Leopoldstad was na het ontslag van Natalis De Cleene C.I.C.M. in 1932 onbezet.  Op 26 februari 1934 werd Six door paus Pius XI benoemd tot apostolisch vicaris van Leopoldstad en titelvoerend bisschop van Baliana. Voor zijn bisschopswijding diende hij terug te keren naar België.  Op 10 april 1934 kwam hij per boot terug aan in Antwerpen. Hij werd op 14 mei 1934 in de Sint-Maartenskathedraal in Ieper tot bisschop gewijd. Consacrerend bisschop was Mgr. Lamiroy, bisschop van Brugge, met assistentie van Mgr. Coppieters, bisschop van Gent en Mgr. Van der Hoven, apostolisch vicaris van Boma en titelvoerend bisschop van Sinna. Na de wijding keerde hij terug naar zijn vicariaat. Op 9 juni 1946 (Pinksteren) wijde hij, de latere kardinaal, Joseph Malula tot priester. In die periode richtte hij ook zes nieuwe parochies op en zorgde hij voor de oprichting van scholen. Op 29 oktober 1952 ging hij op audiëntie bij paus Pius XII.

## Dood
Six overleed op 22 november 1952 aan de gevolgen van een embolie. Hij werd op 27 november 1952 begraven te Zuun, waar zich de begraafplaats van de Missionarissen van Scheut bevindt. Onder de aanwezigen bevonden zich: Jozef Van Roey, Fernando Cento, Louis Morel, Emiel Jozef De Smedt, Camille Verfaillie, Honoré Van Waeyenbergh, Fernand Cammaert. Op 29 juni 1953 werd Six als bisschop van Baliana opgevolgd door Félix Scalais.

## Verwijzingen
Het Sixplein te Vlamertinge is naar hem vernoemd, en in de Sint-Vedastuskerk aldaar hangt een portret van Six. Ook is zijn wapenschild zichtbaar in het brandglas aan de inkomhal van het Sint-Vincentiuscollege in Ieper.